# 新道乃里子
新道 乃里子（しんどう のりこ、1930年〈昭和5年〉1月1日 - ）は、日本の女優、声優。活動の初期には新藤 乃里子（読みは同じ）との表記もみられる。所属はフリー。東京都出身。

## 経歴・人物
緑ヶ丘M・D・Sを経て、1953年、東京放送劇団に第5期生として入団する。同期生には、里見京子、黒柳徹子、横山道代などがいる。
『ひょっこりひょうたん島』、『プリンプリン物語』、『ダットくん』では劇中歌のいくつかを歌っている。

## 出演作品
太字はメインキャラクター。

### テレビアニメ
- ジャングル大帝第1作（エライザ）
- リボンの騎士（王妃[5]）
- レインボー戦隊ロビン（リリ[6]、すみ子[要出典]）

### 劇場アニメ
- アラビアンナイト・シンドバッドの冒険（アミーナ）
- 西遊記（燐々〈リンリン〉）
- ジャングル大帝
- わんぱく王子の大蛇退治（アマテラス）

### 人形劇
- こどもにんぎょう劇場
  - 「パンをふんだむすめ」（魔法使い）
  - 「西遊記」
  - 「三枚のお札」（小僧)
  - 「一休さん」（母様）
  - 「霊芝草」
- 死者の書（身狭乳母）
- ネコジャラ市の11人（ババ・バロネッタ）
- ひょっこりひょうたん島（ドビン・ポット、ハムレット）
- プリンプリン物語（シヴァの神、マンガン王国のクイーン、デルーデルのクイーン、ガラン、プリンプリンの母）

### 吹き替え

#### 映画
- キング・コング（アン・ダロウ〈フェイ・レイ〉）※NHK版
- 別離（マーギット〈エドナ・ベスト〉）※NHK版

#### アニメ
- おしゃれキャット（ダッチェス）
- オリビアちゃんの大冒険（女王）
- ガリバー旅行記（リトル王）※NHK版
- きつねと猟犬（トゥイード夫人）
- きつねと猟犬2 トッドとコッパーの大冒険（トゥイード夫人）
- ビアンカの大冒険（ビアンカ）※劇場公開版
- ロビン・フッド（マリアン姫）※劇場公開版

### テレビドラマ
- テレビ劇場『赤鼻勘五郎』 1961年5月17日 東京放送劇団創立20周年記念ドラマ
- 春の坂道（饗庭局）

### 教育番組
- いちにのさんすう 1987年-1988年（マジョッタ）
- ダットくん（森の女王）

### ラジオドラマ
- サウンド夢工房 NHK-FM
  - 『私鉄沿線恋物語』 原作：神津カンナ 1991年1月21日 - 1991年2月1日放送 全10回
  - 『明日物語』原作：阿刀田高 1991年10月7日 - 1991年10月11日放送 全5回